# You're All Living in Cuckooland
You're All Living in Cuckooland är bandet Budgies elfte album. Det släpptes i november 2006, och blev deras första officiella album på 24 år.

## Låtlista
1. "Justice" (4:31)
2. "Dead Men Don't Talk" (6:08)
3. "We're All Living In Cuckooland" (6:04)
4. "Falling" (5:22)
5. "Love Is Enough" (2:25)
6. "Tell Me Tell Me" (4:47)
7. "(Don't Want To) Find That Girl" (6:28)
8. "Captain" (3:43)
9. "I Don't Want To Throw You" (5:31)
10. "I'm Compressing The Comb On A Cockerel's Head" (8:17)